# Botschafter der Angst
Botschafter der Angst ist ein US-amerikanischer, in Schwarzweiß gedrehter Politthriller aus dem Jahr 1962. Der Film basiert auf dem gleichnamigen Roman von Richard Condon, Regie führte John Frankenheimer.
Ein aus dem Koreakrieg heimgekehrter, hochdekorierter amerikanischer Kriegsheld entpuppt sich als durch Posthypnose gesteuerter Auftragskiller kommunistischer Drahtzieher.

## Handlung
Während des Koreakriegs gerät eine amerikanische Infanterieeinheit in einen Hinterhalt und wird gefangen genommen. Als die Überlebenden – für den Zuschauer zunächst überraschend – in die USA zurückkehren, wird Sergeant Raymond Shaw als Kriegsheld gefeiert, da er laut den übereinstimmenden Aussagen seiner Kameraden den Feind zurückgeschlagen und den Trupp gerettet hat.
Die Erklärung für den Widerspruch findet Shaws früherer Vorgesetzter Major Ben Marco in seinen eigenen Alpträumen, die zeigen, wie die Soldaten in chinesischer Gefangenschaft einer Gehirnwäsche unterzogen wurden. Shaw wurde dabei zu einem skrupellosen Mordinstrument umfunktioniert. Er wird von kommunistischen Agenten kontaktiert, die ihn mittels eines Auslösemechanismus (die Karo-Dame eines Kartenspiels) dazu bringen, Morde zu begehen, an die er sich hinterher nicht erinnert. Marco nimmt Kontakt mit Shaw auf und ermutigt ihn, gegen die Konditionierung anzukämpfen.
Shaws Mutter will den Heldenstatus ihres Sohnes politisch ausschlachten. Sie ist in zweiter Ehe mit dem antikommunistischen und populistischen Senator Iselin verheiratet, der aber wenig mehr als ihre Marionette ist. Shaw rebelliert gegen seine Mutter, verbündet sich mit dem liberalen Senator Jordan, Iselins schärfstem Kritiker, und heiratet dessen Tochter, seine Jugendliebe Jocelyn. Shaws Mutter ist jedoch selbst an höchster Stelle in die Verschwörung involviert und befiehlt ihrem Sohn, Senator Jordan und Jocelyn zu töten.
Senator Iselin ist es inzwischen gelungen, sich von seiner Partei als Kandidat für das Amt des Vizepräsidenten aufstellen zu lassen. Shaw erhält den Auftrag, auf dem Parteitag den Präsidentschaftskandidaten zu erschießen, um dem nachrückenden Iselin den Weg ins Weiße Haus zu ebnen. In letzter Sekunde erschießt Shaw stattdessen seine Mutter und Iselin. Bevor Marco eingreifen kann, begeht Shaw, der seine Tapferkeitsmedaille trägt, Selbstmord. Die letzte Szene des Films zeigt Marco, der einen kurzen Nachruf auf Shaw hält.

## Synchronisation
Die deutsche Synchronfassung entstand bei der Ultra-Film in Berlin.
| Rolle                      | Darsteller        | Synchronsprecher       |
| -------------------------- | ----------------- | ---------------------- |
| Major Benett Marco         | Frank Sinatra     | Herbert Stass          |
| SSgt. Raymond Shaw         | Laurence Harvey   | Horst Frank            |
| Eugenie Rose Chaney        | Janet Leigh       | Eva Katharina Schultz  |
| Mrs. Iselin                | Angela Lansbury   | Friedel Schuster       |
| Chunjin                    | Henry Silva       | Lothar Blumhagen       |
| Senator John Yerkes Iselin | James Gregory     | Curt Ackermann         |
| Jocelyn Jordan             | Leslie Parrish    | Uta Hallant            |
| Senator Thomas Jordan      | John McGiver      | Fritz Tillmann         |
| Dr. Yen Lo                 | Khigh Dhiegh      | Klaus Miedel           |
| Corporal Allen Melvin      | James Edwards     | Alexander Welbat       |
| Colonel Milt               | Douglas Henderson | Heinz Petruo           |
| Zilkov                     | Albert Paulsen    | Ernst Wilhelm Borchert |
| Verteidigungsminister      | Barry Kelley      | Paul Wagner            |
| Holborn Gaines             | Lloyd Corrigan    | Siegfried Schürenberg  |

## Hintergrund
Obgleich sich der Film relativ eng an die Romanvorlage hält, gibt es eine nicht unwesentliche Änderung im Finale. Während sich Raymond Shaw im Film aus eigenem Entschluss selbst erschießt, deutet der Roman an, dass Major Marco Raymond unter Hypnose dazu bringt, sich zu erschießen, um der Armee die „Schande“ zu ersparen, dass einer ihrer am höchsten dekorierten Veteranen auf den elektrischen Stuhl steigen müsste. Auch findet sich Marcos Nachruf nicht im Buch.
In den USA lief der Film am 24. Oktober 1962 an, Ende 1963 endeten die Aufführungen vorerst. Gerüchten zufolge soll der Film aus den amerikanischen Kinos zurückgezogen worden sein, weil entweder Frank Sinatra, der den Film mitfinanzierte, wegen Parallelen zur Ermordung John F. Kennedys weitere Aufführungen unterbinden wollte, oder weil es wegen der Aufteilung der Einnahmen zu einem juristischen Streit zwischen Sinatra und United Artists gekommen sein könnte. Michael Schlesinger zufolge, der für die Wiederveröffentlichung 1988 verantwortlich war, sind diese Spekulationen unzutreffend: Tatsächlich sei Ende 1963 schlicht das Zuschauerinteresse zurückgegangen gewesen.
Angela Lansbury (geboren 1925) ist in Wahrheit nur drei Jahre älter als ihr Filmsohn Laurence Harvey (* 1928).
In der Bundesrepublik (wo der Film am 1. März 1963 in die Kinos kam) lief Botschafter der Angst jahrzehntelang in einer in den Traumsequenzen bzw. Rückblenden gekürzten Fassung. Im Original sind zwei optisch und in den Dialogen miteinander verwobene Szenerien zu sehen: Die tatsächlichen Ereignisse in einem Hörsaal, als dort die Kommunisten die Wirkung der Hypnose auf die amerikanischen Soldaten demonstrieren und erklären, und die subjektive Wahrnehmung der hypnotisierten Soldaten, die scheinbar in einem Gewächshaus inmitten einer Versammlung von Blumenzüchterinnen sitzen. In der deutschen Fassung wurden die Damenrunde und alle Verweise hierauf komplett entfernt. Erst die vom Fernsehsender Arte rekonstruierte Fassung enthält die mit Untertiteln versehenen, geschnittenen Einstellungen.
2004 kam Jonathan Demmes Neuverfilmung, die vor dem Hintergrund des Irakkriegs angesiedelt ist, unter dem Titel Der Manchurian Kandidat in die Kinos.

## Kritiken
„Frankenheimer hat seine Version vom fremdbestimmten Handeln weniger als Thriller erzählt denn als distanzierendes Rätsel.“

„Kalter Krieg in Hollywood: effekthascherisch und politisch schablonenhaft, aber solide inszeniert und gut gespielt.“

## Auszeichnungen (Auswahl)
- Angela Lansbury erhielt für ihre Leistung einen Golden Globe sowie den Preis des National Board of Review und ihre dritte Oscar-Nominierung.
- Eine weitere Oscar-Nominierung gab es für den Filmeditor Ferris Webster, eine Golden-Globe-Nominierung auch für Regisseur John Frankenheimer.
- 1994 wurde Botschafter der Angst als „kulturell, historisch oder ästhetisch bedeutsam“ als bislang einziger Film Frankenheimers in das National Film Registry der Library of Congress aufgenommen.